# Michel Marias
Michel Marias, né le 13 septembre 1913 à Dunkerque et mort le 20 février 1997, était un aviateur français. Pilote de chasse durant l'entre-deux-guerres et la Seconde Guerre mondiale, il devint après-guerre pilote d'essai au Centre d'essais en vol de Brétigny-sur-Orge. Il participa à la mise au point de nombreux prototypes français des années 1950 et 1960.

## Biographie
À partir de 1939, l'adjudant Michel Marias combat à bord de son chasseur MS 406 puis sur D 520 au sein du groupe de chasse III/3. Il abat 2 Me 109 et un He 111 et un Me 109 probable.

## Distinctions
- Commandeur de la Légion d'honneur[2],[3]
- Grand Officier de l'Ordre national du Mérite[2],[3]
- Médaille militaire[2],[3]
- Croix de guerre 1939-1945 avec sept citations[3] (5 palmes et 2 étoiles[2])
- Croix de guerre des Théâtres d'opérations extérieurs[3] avec 2 palmes[2]
- Médaille de l'Aéronautique[2]

## Hommages
- La promotion 1999-2000 de l'EPNER a pris le nom de baptême « Michel Marias »[4].